# Xã Bee Ridge, Quận Knox, Missouri
Xã Bee Ridge (tiếng Anh: Bee Ridge Township) là một xã thuộc quận Knox, tiểu bang Missouri, Hoa Kỳ. Năm 2010, dân số của xã này là 121 người.